# 諸岡ひとみ
諸岡 ひとみ（もろおか ひとみ、1983年6月17日 - ）は、日本のタレントである。

## 人物
千葉県生まれ。2001年（平成13年）、映画 『パチスロひとり旅』への出演で芸能界デビューし、同年10月から「ワンギャル」（5期生）のひとりとして、テレビのバラエティー番組 『ワンダフル』（TBS）にレギュラー出演した。同番組では、ワンギャル王選手権で優勝するなどしたものの、当時ワンギャルとして最年少だったこともあってリポートがあまり上手ではなく、「もろみえ」という1人でのコーナーではそれが顕著に現れていた。
芸能事務所はかつて、株式会社ぱれっとに所属していたが、現在は不明。2006年（平成18年）9月に第1子を出産、2008年（平成20年）夏には第2、3子となる双子の男女を出産した。

## 出演履歴
- 2001年公開 パチスロひとり旅　宗像ハルナ役
- 2001年10月 - 2002年9月 「ワンダフル」（TBS）
- 2002年9月 写真集「Hitomi 19 Mode!」
- 2002年9月13日 タイトー「東京ゲームショウ2002」